# Trébons-de-Luchon
Trébons-de-Luchon ist eine Gemeinde mit 8 Einwohnern (Stand: 1. Januar 2022) im französischen Département Haute-Garonne in der Region Okzitanien. Sie gehört zum Kanton Bagnères-de-Luchon und zum Arrondissement Saint-Gaudens. Die Einwohner werden Trébonsois genannt.

## Lage
Trébons-de-Luchon grenzt im Nordwesten an Benque-Dessous-et-Dessus, im Norden an Saccourvielle, im Osten an Cazarilh-Laspènes und im Süden und im Westen an Saint-Aventin.

## Weblinks

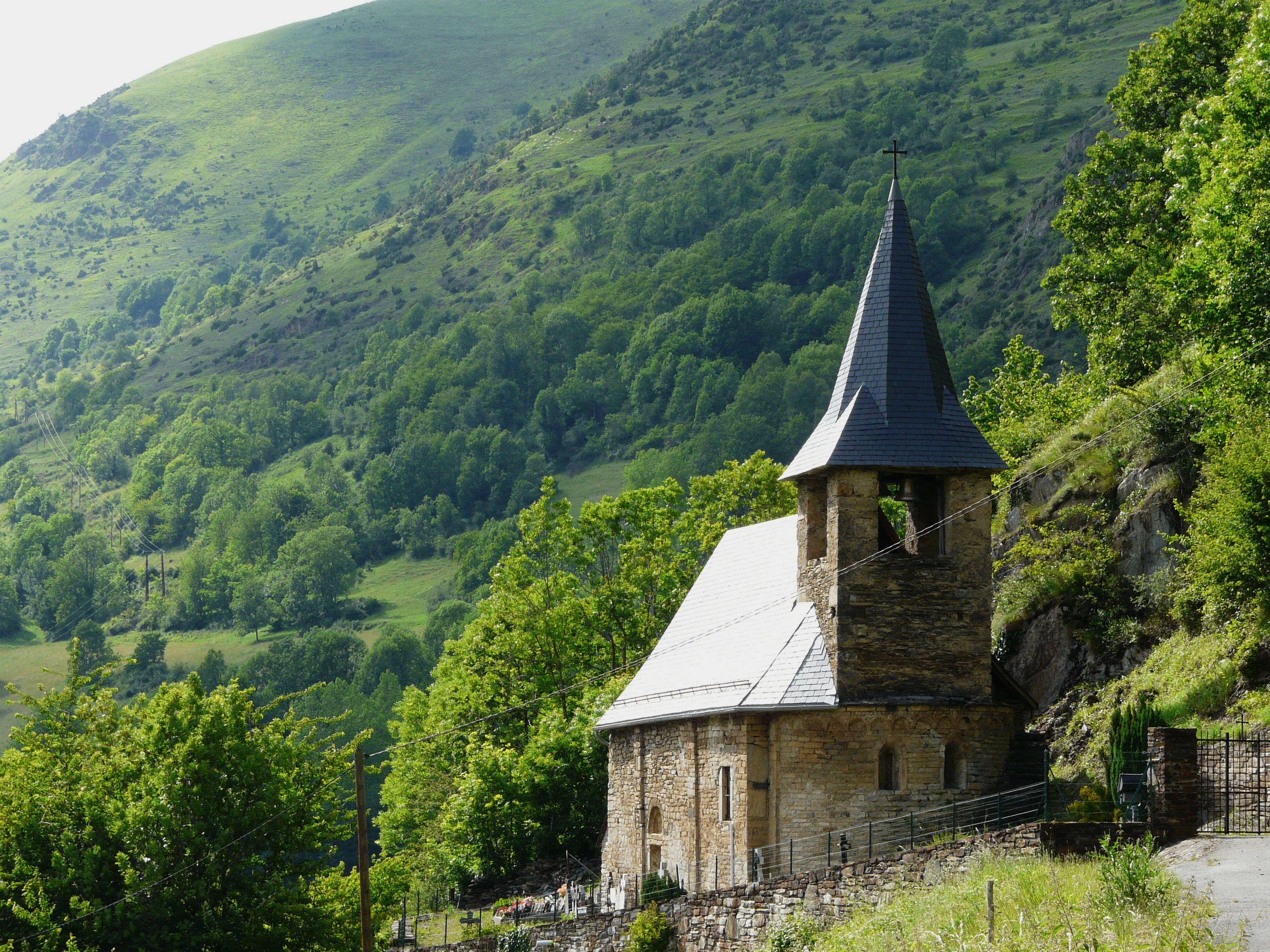
Kirche Saint-Julien

## Bevölkerungsentwicklung
| Jahr                      | 1962 | 1968 | 1975 | 1982 | 1990 | 1999 | 2008 | 2015 | 2019 |
| ------------------------- | ---- | ---- | ---- | ---- | ---- | ---- | ---- | ---- | ---- |
| Einwohner                 | 10   | 13   | 16   | 13   | 13   | 10   | 7    | 4    | 7    |
| Quelle: Cassini und INSEE |      |      |      |      |      |      |      |      |      |

## Sehenswürdigkeiten
- Romanische Kirche Saint-Julien, erbaut im 11. Jahrhundert (Monument historique)
- Turm des Kastells Blancat